# ホテル日航大分 オアシスタワー

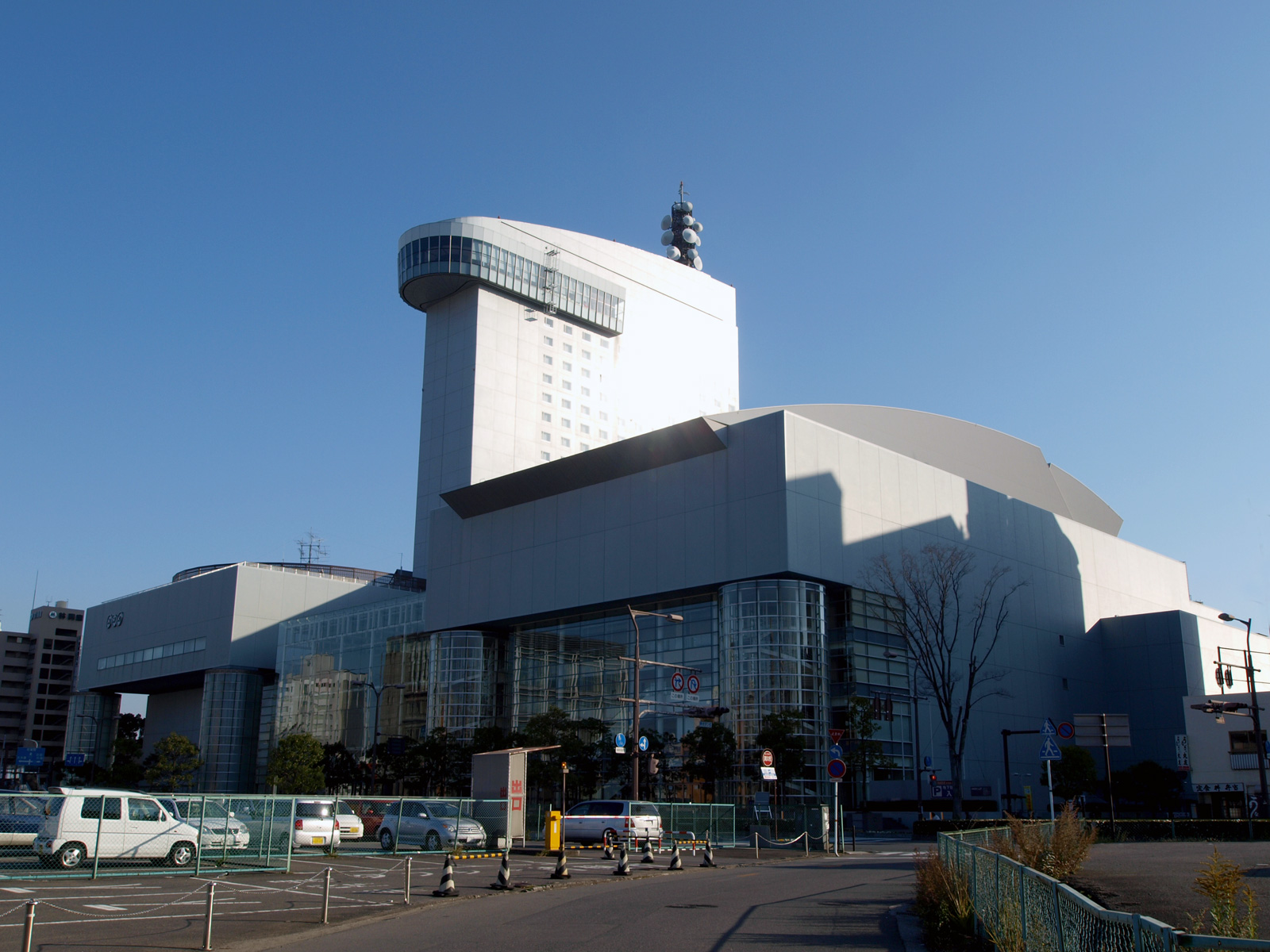
OASISひろば21全景（昭和通り側から）

ホテル日航大分 オアシスタワー（ホテルにっこうおおいた オアシスタワー）は、大分県大分市にあるホテルである。エフ・ティー・シーホテル開発が経営し、オークラニッコーホテルマネジメントが運営する。

## 概要
大分市中心部の商店街ガレリア竹町の突きあたり近くに位置し、国道197号に面する。複合施設OASISひろば21の一部を占め、1階にフロント、3階・5階・8階・20階に宴会場、12〜19階に客室、2階及び21階（最上階）にレストランを有する。
OASISひろば21は、高さ101.17m、21階建ての大分市で最も高い建築物であり、特徴的な外観とあいまって大分市のランドマークとなっている。

## 沿革
旧大分県立病院跡の再開発で建設されたOASISひろば21内に、エフ・ティー・シーホテル開発の運営により、1998年（平成10年）9月に第一ホテルチェーンの第一ホテル大分オアシスタワーとして開業。エフ・ティー・シーホテル開発は、OASISひろば21の施工を行ったフジタの関連会社である。
第一ホテルが2000年（平成12年）5月26日に会社更生法の適用を申請して経営破綻したことにともない、全日空ホテルズ（後のIHG・ANA・ホテルズグループジャパン）にフランチャイズ契約を変更し、開業から約2年後にあたる同年9月15日に大分全日空ホテル オアシスタワーに名称変更した。
IHG・ANA・ホテルズとのフランチャイズ契約は2012年（平成24年）3月31日を以って終了。本ホテルは同年4月1日より大分オアシスタワーホテルにリブランドし、エフ・ティー・シーホテル開発が単独で運営していた。
しかし、エフ・ティー・シーホテル開発は、2017年（平成29年）12月1日から本ホテルの運営をオークラニッコーホテルマネジメントに委託し、本ホテルは12月20日にホテル日航大分 オアシスタワーにリブランドした。リブランドにあたっては、最上階のレストランを婚礼施設としても使用できるようにチャペルを新設する等の大規模改修が行われた。

## 施設概要
- 客室（客室数 - 157室）
- レストラン・バー - 4店舗
- 宴会場 - 14室
- 婚礼施設 - チャペル、神殿他[1]

## アクセス
- JR九州大分駅から徒歩8分
- 大分交通大分バスオアシスひろば前バス停近傍